# Campo de exterminio de Sobibor
El campo de exterminio de Sobibor fue un campo de exterminio de la Alemania nazi, creado en marzo de 1942, que formaba parte de la Operación Reinhard. Su nombre proviene del nombre del pueblo de Sobibór, junto al cual fue construido. Es parte del voivodato de Lublin, en Polonia.
Allí llegaron judíos soviéticos capturados en el Frente del Este, prisioneros de guerra y gitanos. Transportados a Sobibor en trenes de ganado en duras condiciones, fueron intoxicados en cámaras de gas que eran alimentadas con un motor de gasolina para producir monóxido de carbono, le introducían cristales de un pesticida comercializado como Zyklon B, mucho más efectivo y rápido. El sistema para lograr que entrasen a la cámara era hacerles creer que se trataba de duchas de desinfección e infundir confianza a los presos. Se calcula que 200 000 personas murieron en Sobibor, en su gran mayoría judíos.
El 5 de julio de 1942 Himmler ordenó que se cerrara el campo como centro de exterminio para pasar a campo de concentración. Se construyó el Campo IV para almacenar munición soviética capturada.
En septiembre de 2014 un equipo de arqueólogos encontró los restos de las cámaras de gas del campo de concentración.

## Estructura

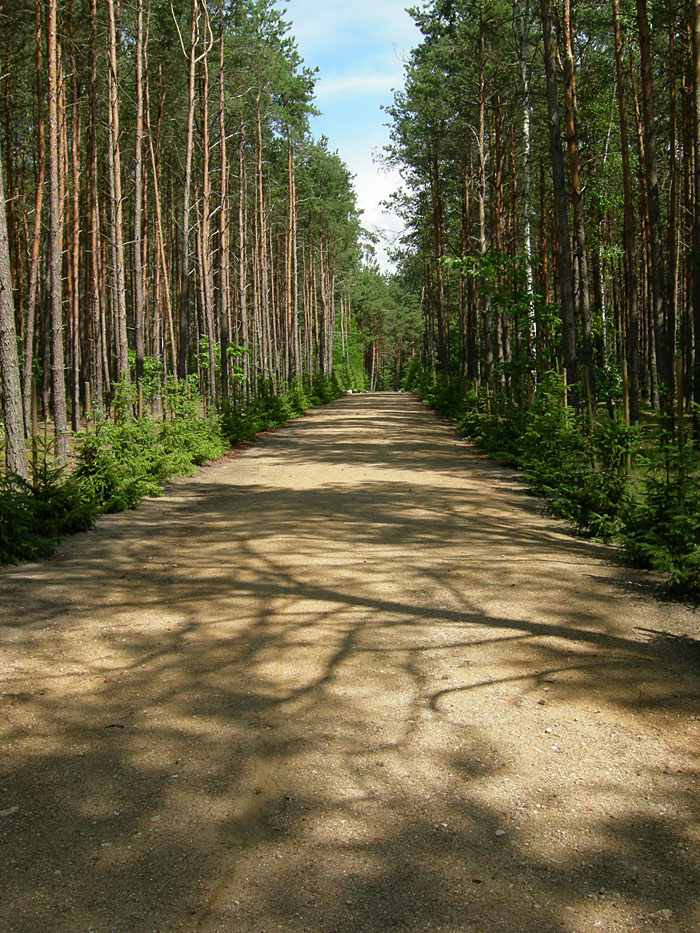
El «Camino al Cielo», ruta que recorrían los deportados hacia la cámara de gas del Campo III. Foto tomada en 2007.

El campo estaba ubicado a 235 kilómetros al sureste de Varsovia, a 4,8 kilómetros al oeste del río Bug y al sur de Włodawa. Entró en servicio en abril de 1942 y finalizó en octubre de 1943, se estima que allí murieron entre 225 000 y 250 000 personas, todas judías de diferentes nacionalidades.
Fue diseñado y construido con forma de un rectángulo de 400 por 600 metros. Rodeado por una valla de alambre espino de tres metros de alto con ramas de árboles enganchadas al alambre para camuflar el campo, estaba dividido en tres áreas distintas, cada una de las cuales estaba separada del resto por más alambre de espino. 

### Área administrativa o Campo I
Formada por el campo delantero, la parte más cercana a la estación de tren, y el Campo I, además del andén de ferrocarril, con espacio para veinte vagones de mercancías, y de las viviendas del personal alemán y soviéticos del campo (antiguos presos de guerra). El Campo I, con una valla que le separaba del resto, contenía las viviendas de algunos prisioneros judíos y los talleres en los que trabajaban.

### Área de recepción o Campo II
Este era el lugar al que se llevaba a los judíos al llegar al campo. Aquí pasaban por diversas etapas antes de ser asesinados: se les quitaba la ropa, se les cortaba el pelo a las mujeres y se confiscaban todos los objetos de valor.

### Área de exterminio o Campo III
Estaba situado en la zona noroeste del campo y era la parte más aislada. En él estaban las cámaras de gas, las fosas y las viviendas de los prisioneros judíos que trabajaban allí. Un camino de tres a cuatro metros de ancho y 150 metros de largo unía el Campo II y el área de exterminio. Estaba rodeado a ambos lados por alambre espino y camuflado con ramas de árboles para ocultarlo a la vista. El camino, o «tubo», era utilizado para conducir a las víctimas desnudas a las cámaras de gas tras ser «procesadas». Había además un sendero estrecho que unía el andén con las fosas; se usaba para transportar a aquellos que llegaban demasiado enfermos o débiles como para andar, y para los que llegaban muertos.
Las cámaras de gas se hallaban en el interior de un edificio de ladrillo. Había tres, con una capacidad de 160 a 180 personas. Entraban a través de puertas situadas en una plataforma enfrente del edificio de ladrillo, y se utilizaba una segunda puerta para sacar los cadáveres. El gas, monóxido de carbono, era producido por un motor de 200 caballos situado en un cobertizo cercano.
Las fosas estaban cerca, cada una de 50 a 60 metros de largo por 10 a 15 metros de ancho por 5 a 7 metros de profundidad. La primera prueba del sistema de ejecución fue a mediados de abril, cuando 250 judíos, sobre todo mujeres, del campo de trabajo de Krychow fueron asesinados ante la presencia de todo el contingente de las SS.

## Personal de administración y guardias del campo

### Comandantes
Sobibor tuvo tres comandantes: 
- Richard Thomalla, SS Hauptsturmführer (capitán), arquitecto y constructor de los tres campos de la Operación Reinhard. Fue el primer Comandante con rango de interino de Sobibor; una vez que empezó a funcionar, entregó el mando.
- Franz Stangl, SS Hauptsturmführer, fue el primer comandante del Campo entre marzo y septiembre de 1942.
- Franz Reichleitner, SS Hauptsturmführer, fue el segundo y último comandante desde septiembre de 1942 hasta diciembre de 1943.

### Personal alemán y ucraniano
En el campo sirvieron entre veinte y treinta y cinco guardias de las SS, además de los ucranianos que prestaron su servicio como vigilantes.

## El escape de Sobibor

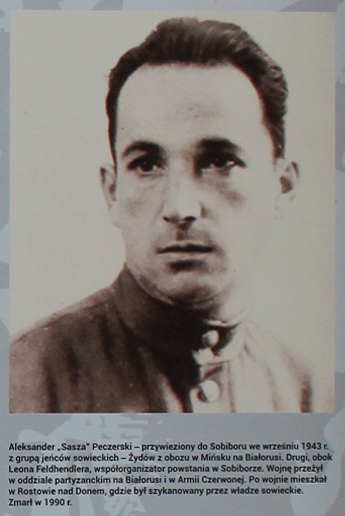
Capitán Aleksandr Pecherski

En el campo de exterminio de Sobibor tuvo lugar la mayor huida de presos de un campo de concentración nazi en la Segunda Guerra Mundial. Los prisioneros, organizados por Leon Felhendler y por el capitán Aleksandr Pecherski (prisionero de guerra soviético apodado Sasha), planearon la fuga mediante la Organización de la Resistencia. Sasha se mostró siempre rebelde y arrogante ante los SS para subir la moral de los prisioneros. 
La fuga del campo se llevó a cabo el 14 de octubre de 1943, antes de que las autoridades finalizaran la Operación Reinhard como se estimaba según las informaciones que manejaba el comité clandestino de Resistencia del campo. Surgió un movimiento clandestino liderado por Feldhendler, judío polaco, que comenzó a planear la rebelión que permitiese una fuga exitosa. Para evitar el pánico ni ser descubiertos, Feldhendler y sus colaboradores prometieron mantener el secreto hasta último momento. Los historiadores calculan que de los 550 judíos implicados, menos de un 10 % tenía conocimiento alguno sobre el audaz plan de fuga.
Los nazis cometieron un error fatal al permitir que los soldados soviéticos capturados se mezclaran con los prisioneros judíos. El movimiento se apresuró en “reclutar” al capitán Pecherski, un oficial entrenado del Ejército Rojo. Con los conocimientos de Feldhendler sobre el campo y con la experiencia táctica de Pechersky se fue esbozando un plan de fuga plausible.
Se descartó la excavación de túneles por poco práctica. La mejor opción sería asesinar con sigilo al mayor número de alemanes y ucranianos posible durante un periodo máximo de una hora.
Se realizaría en tres fases: preparación, ejecuciones silenciosas y revuelta abierta. Los conspiradores se servirían de la notoria avaricia y puntualidad de los oficiales de las SS. Con promesas de entrega de artículos de gran calidad, como botas, joyas o chaquetas, se les engañaría para que acudiesen a los diversos talleres del campo. Una vez atraídos, se les asestarían golpes mortales con hachas y cuchillos caseros realizados en los talleres de carpintería y herrería. 
Desde un principio se concluyó que el éxito de cualquier plan estaba ligado a lograr que al menos algún Kapo (prisioneros que ayudaban a las SS en las labores de vigilancia y administración del campo a cambio de privilegios frente al resto de internos) colaborase. De esta manera, sería más fácil moverse por el campo en el día D.
El plan se centraba en que los asesinatos de oficiales de las SS pasaran desapercibidos hasta pasar lista, momento en el que un electricista judío cortaría el suministro eléctrico del campo, consiguiéndose que los guardias no pudieran pedir ayuda por radio. Momentos antes se entregarían armas a los prisioneros que estarían recibiendo información detallada sobre el rumbo de los acontecimientos. Cuando uno de los Kapos marcara con el silbato la llamada para pasar lista (se planeaba hacerlo un poco antes de lo habitual), los prisioneros se presentarían como siempre y serían conducidos por los Kapos al portón.
Los cerebros pensaban que, en ausencia de problemas con los oficiales de las SS, sería sencillo acercarse al portón de entrada sin que los guardias ucranianos sospecharan de su intención de fugarse. Varios prisioneros romperían la formación y asaltarían la armería, mientras que otros embestirían en masa el portón principal, abriéndose camino hacia la libertad. Si el plan se desarrollaba como se concebía, todos los prisioneros podrían fugarse sanos y salvos a través del portón, evitando las minas en el perímetro del campo. Se acordó que en caso de que el plan fuera abortado, se iniciaría una revuelta abierta y los prisioneros tratarían de huir al bosque en un sálvese quien pueda.
A pesar de la posibilidad de fracaso, Feldhendler y Pechersky sabían que si no conducían a los prisioneros a la libertad, los alemanes los conducirían a las cámaras de gas. Para todos era preferible morir por las balas antes que por el gas. La fuga se fijó para el 13 de octubre de 1943, aunque tendría lugar al día siguiente.
La ausencia del oficial de las SS Wagner, uno de los más inteligentes, de vacaciones, fue motivo de optimismo. No obstante, el pánico se apoderó del grupo tras ver la llegada a Sobibor de un grupo de soldados de las SS del cercano campo de trabajo de Ossowa. La calma volvió tras comprobarse que había alcohol y que la visita era casual. Nadie se había ido de la lengua.
Eso sí, la presencia de tropas adicionales podría ser problemática y podía poner en peligro la puntualidad germana de la que tanto dependía todo el plan. Por consiguiente, el grupo clandestino decidió posponer la operación un día para que obtuvieran su vendetta particular. 
La primera fase del plan se desarrolló entre el mediodía y las cuatro de la tarde. Los prisioneros acudieron a sus puestos para comenzar el asesinato sigiloso de sus verdugos de las SS. Los nervios estaban a flor de piel tras ver como un nazi armado con una ametralladora escoltaba a uno de los Kapos implicados en el plan y a otros tres internos. A posteriori, los asustados prisioneros descubrieron que solo eran conducidos a cortar leña a una parte alejada. El plan seguía en marcha. El primer hachazo acabó con el primer nazi poco después de las cuatro de la tarde: el S-S Untersturmführer Niemann entró en el taller de sastrería esperando un uniforme nuevo y se topó con la muerte. Uno por uno fueron cayendo los oficiales.
El plan prosiguió hasta que, por alguna razón, el SS-Oberscharführer Beckmann en vez de acudir al almacén al que debía ir, terminó perdiéndose en un edificio de administración. Se reunió un grupo de emergencia de tres hombres que acudirían a la oficina de Beckmann para apuñalar al sorprendido hasta darle muerte. El grupo mató a otro oficial en una oficina adyacente.
De media, según testimonios de internos que participaron, desde las cuatro de la tarde fue asesinado un alemán cada seis minutos con precisión. La mayoría de ellos estaban liquidados a eso de las cinco de la tarde. Los prisioneros comenzaron a reunirse en la zona de pasar lista justo después de dicha hora, como estaba previsto.
A medida que las noticias del plan iban corriendo como la pólvora y que la tensión iba en aumento, Pechersky supo que no se podía esperar más. A las cinco y media de la tarde, con quince minutos de antelación, ordenó al Kapo Pozycki que soplara su silbato para iniciar el conteo de prisioneros de la tarde. Una vez estuvo todo el mundo reunido, se distribuyeron armas entre los prisioneros y se puso a todos al corriente. La adrenalina corría, mientras que, en otros, el pánico les paralizaría. Mientras que los prisioneros se hacían con sus armas, un guardia ucraniano dio la alarma y le gritó al SS Bauer que había un alemán muerto. Bauer desenfundó y abrió fuego contra los prisioneros. Los disparos sirvieron para que Pechersky se diera cuenta de que el plan había sido descubierto.
Varios supervivientes afirmarían que Pechersky gritó que el día había llegado, que la mayoría de los alemanes estaban muertos y que solo quedaba morir con honor. También, que gritó que, en caso de sobrevivir, habría que decirle al mundo la verdad de Sobibor. Ahora era un sálvese quien pueda. Los prisioneros corrían vociferando y antes de que los guardias se dieran cuenta, los internos se dispersaron en grupos grandes corriendo valientes hacia la alambrada de espinos. Tiraron hachas y palas por encima para que explotaran las minas al otro lado. Un grupo de prisioneros embistió el portón con las armas en posición de asalto. Los judíos atacaban a cualquier guardia a la vista bajo una lluvia mortal de proyectiles proveniente de ametralladoras montadas en las torres de vigilancia. Tras romper la alambrada de espinos, varios judíos corrieron hacia el campo minado. El sonido de los disparos y las explosiones era atronador a medida que los escapados trataban de adentrarse en el bosque. Muchos murieron antes de llegar. A pesar de la masacre, muchos consiguieron ponerse a salvo.

## Alcance y consecuencias
De los 550 prisioneros en Sobibor, 150 se quedaron en el campo (por incapacidad u oposición al plan de fuga), 80 fallecieron durante la fuga (por minas o armas de fuego) y 320 escaparon al bosque. De esos 320, 170 fueron recapturados y ejecutados tras la búsqueda durante las semanas sucesivas.
De los 150 restantes, 92 murieron durante su ocultamiento. Otros cinco supervivientes murieron en combate contra los alemanes. Solo 53 lograrían sobrevivir a la Segunda Guerra Mundial. 
A modo de venganza y como medida disuasoria, el alto mando nazi liquidó al resto de judíos de la zona. En noviembre de 1943, en tan solo 6 días, mataron a 43.000 judíos que se unieron a los 6.000.000 que fallecerían durante la Guerra.
Como resultado de la primera y última fuga masiva, Heinrich Himmler abandonó la idea del campo de exterminio y ordenó que fuera cerrado. Se destruyeron los edificios y se aró la tierra, que fue cultivada. A finales de 1943, no quedaba ningún vestigio. La zona es un Santuario Nacional de Polonia al que niños van a visitarlo con sus escuelas.

## Franz Stangl, Gustav Wagner, Karl Frenzel y otros
Franz Stangl fue en simultáneo comandante de los campos de Sobibor y Treblinka; por este motivo se le podrían atribuir de 950 000 a 1 000 000 muertes. Gustav Wagner fue un miembro de las SS que cometió las peores atrocidades en Sobibor. Se cuentan testimonios de que arrancaba a los hijos de sus madres para golpearlos hasta la muerte o de todo tipo de humillaciones a la religión judía. 
También fueron empleados como guardias numerosos soviéticos (antiguos presos de guerra) que participaron en los actos de violencia. 

## Efectivos de las SS muertos durante el escape
Durante la revuelta perdieron la vida diez alemanes, dos efectivos de los territorios ocupados y ocho guardias ucranianos. Entre los SS muertos se encuentran:
- Johann Niemann, SS Untersturmführer (subteniente): Nació el 4 de agosto de 1913. Trabajó en los campos de concentración de Esterwegen y Sachsenhausen antes de la guerra. Luego estuvo en el campo de exterminio de Belzec, transferido al campo de exterminio de Sobibor donde fue comandante del Campo III, ascendido a Untersturmführer (subteniente) por órdenes directas de Himmler durante su visita del 12 de febrero de 1943. Fue el primer SS muerto durante la revuelta, en una de las zapaterías del campo por el soviético Aleksandr Pecherski, quien le dio un hachazo en la cabeza.

- Rudolf Beckmann, SS Oberscharführer (Brigada): Nacido en Osnabrück. Miembro del NSDAP 305721. Había trabajado en el programa de eutanasia, en el centro de Hartheim. En Sobibor fue encargado del Comando de Clasificación del Campo II y de las caballerizas. Dirigió la Administración en el edificio de central de vigilancia, donde fue muerto. Su cuerpo fue enterrado en Lublin.

- Josef Vallaster, SS Scharführer (Sargento 1.º): Austríaco nacido el 5 de febrero de 1910. Prestó servicio durante el programa de eutanasia en Hartheim, donde era responsable de quemar a los fallecidos. Trabajó apenas en la construcción del campo de exterminio de Belzec. En Sobibor fue uno de los jefes de las SS del campo III, responsable del gaseamiento, entierro y quema en crematorio de los deportados. Gustaba seleccionar a los ancianos y enfermos para llevarlos al campo de su jurisdicción y eliminarlos.

- Erwin Stengelin, SS Unterscharführer (sargento 2.º): Nacido el 18 de agosto de 1911 en Tuttlingen, Alemania. Trabajó en el programa de eutanasia, prestó servicio en el centro Hadamar. Estuvo trabajando en el Campo I de Treblinka, de donde fue transferido a Sobibor poco antes de la revuelta.

- Thomas Steffel, SS Scharführer: Nacido en Krummau, Checoslovaquia. Había sido fotógrafo durante la Aktion T4, como fue denominado el programa de Eutanasia. Llegó a Sobibor en febrero de 1943 y era el encargado de clasificar las barracas de prisioneros.

- Max Bree, SS Scharführer: Nacido en Lübben (Bosque del Spree). Sirvió en Grafeneck y Hadamar durante el programa de Eutanasia. Desde Treblinka fue transferido en junio de 1943 a Sobibor. Supervisaba a los guardias ucranianos y a los judíos que trabajaban en las barracas de clasificación.

- Siegfried Graetschus, SS Oberscharführer: Nació el 9 de junio de 1910 en Tilsit (Prusia Oriental). Trabajó entre 1939 y 1940 en el Programa de Eutanasia. Prestó servicio en Treblinka, fue transferido a Sobibor en agosto de 1942.

- Fritz Konrad, SS Scharführer: Sirvió en el Programa de Eutanasia en Sonnenstein y Grafeneck. Llegó destinado a Sobibor en marzo de 1943. Resultó muerto en la Zapatería del Campo III.

- Anton Novak, SS Scharführer: Supervisaba las peluquerías de Sobibor.

- Walther Ryba, SS Unterscharführer: Resultó muerto en los talleres por uno de los cerrajeros.

- Friedrich Gaulstich, SS Unterscharführer.

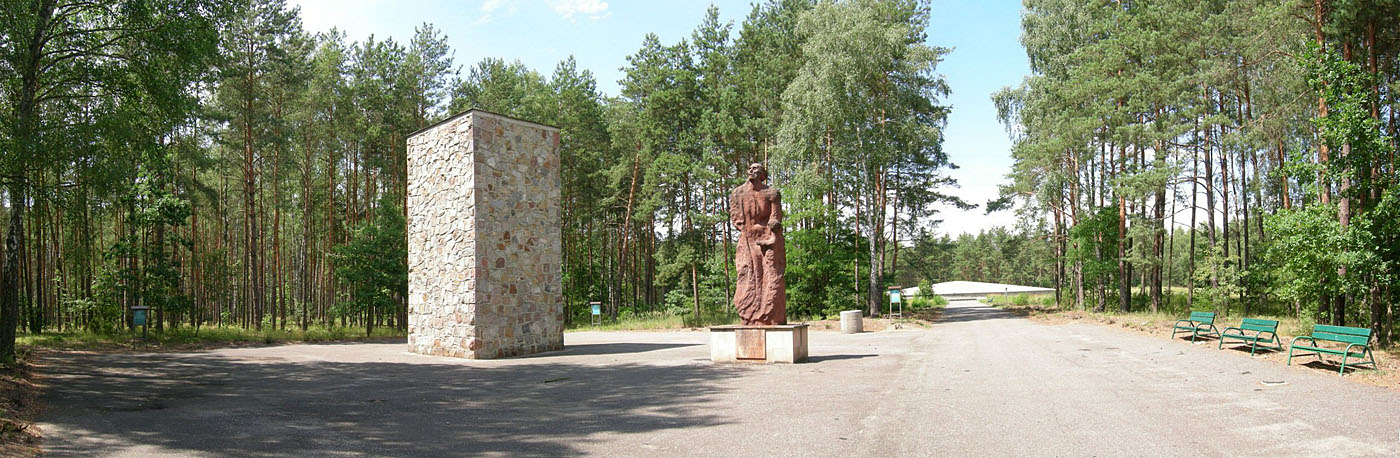
Monumento erigido en el antiguo terreno del campo de Sobibor en homenaje a las víctimas.

## En los medios
La fuga de Sobibor fue la más grande de la Segunda Guerra Mundial, fue llevada a la pantalla gigante a manos del director Jack Gold en 1987 con el nombre de Escape de Sobibor, y fue interpretada por los actores Alan Arkin, Joanna Pacula "Luka", Rutger Hauer, Hartmut Becker, Jack Shepherd, Emil Wolk, Simon Gregor, Linal Haft, Jason Norman, entre otros. Esta película estuvo basada en el libro Escapar de Sobibor, de Richard Ashker.
En 2018 se produce la película Sobibor (Coproducción Rusia-Alemania-Lituania-Polonia) del director ruso Konstantin Khabensky. con Christopher Lambert en el papel de comandante del campamento de exterminio
En 2020, los descendientes de Johann Niemann hicieron público el álbum de fotos de Niemann durante la guerra. La colección de fotografías se conoce como el álbum de los perpetradores de Sobibor y muestran el funcionamiento normal del campo.